# SriLankan Airlines
SriLankan Airlines er det nationale flyselskab fra Sri Lanka. Selskabet er ejet af staten og har hub og hovedkontor på Bandaranaike International Airport i Katunayake, 35 km nord for Colombo. SriLankan Airlines blev etableret i juli 1979 under navnet Air Lanka.

## Historie
Air Lanka blev grundlagt af den srilankanske regering i Juli 1979 som følge af lukningen af Air Ceylon i 1978. I første omgang opereres to Boeing 707 jetfly på leje fra Singapore Airlines, men Air Lanka returnerede aldrig Boeing 707s, som blev købt i 1979, mens en Boeing 737 blev købt for kortere ruter. I løbet af 1980'erne steg antallet af destinationer og flåden blev samtidig fornyet. I 1990 tjente Air Lanka 26 destinationer. Flyselskabets gyldne fly var Lockheed L1011 Tristar der tjente flyselskabet i to årtier fra 1980 til 2000. I december 1992 købte selskabet sin første Airbus A320
Air Lanka, der var statsejede, blev en del privatiserede til det Dubai baseret Emirates Group i 1998, da Emirates og Sri Lankas regering underskrev en aftale om en ti-årig strategisk partnerskab. Denne aftale omfattede eksklusive rettigheder for alle fly, ground handling og catering i Colombo-Bandaranaike luhavnen for en tiårig periode. Emirates købte en 40% aktiepost til en værdi af 70 millioner dollars (som senere steg til 43,6%) i Air Lanka, og søgte at renovere selskabets image og flåde. Regeringen beholdte aktiemajoriteten i flyselskabet, men gav fuld kontrol med Emirates til investeringer og de ledelsesmæssige beslutninger. I 1998 blev Air Lanka opgivet, og SriLankan Airlines blev født. I begyndelsen af 1990'erne havde flyselskabet sit hovedkvarter i Colombo
SriLankan Airlines købte seks Airbus A330-200 til at supplere sin flåde af Airbus A340-300 og A320-200 fly. A330-200 blev sat i drift mellem oktober 1999 og juli 2000. Selskabets fjerde Airbus A340-300 ankom til Colombo malet i flyselskabets nye bemaling. SriLankan opgraderede sit eksisterende A340 flåde ind i en to-klasses konfiguration (business og økonomi klasse).
SriLankan Airlines har været påvirket af miljøproblemer og terrorhandlinger. Dette har omfattet SARS-udbruddet, Jordskælvet i Det Indiske Ocean 2004, borgerkrigen i Sri Lanka og en terrorist angreb på Colombo-Bandaranaike lufthavn, som ødelagde fire fly og beskadigede to, som fjernede halvdelen af selskabets flåde. SriLankan Airlines tog beslutningen om at placere Colombo som et knudepunkt for flyvninger til Asien. Et eksempel på dette er sin ekspansion i de regionale markeder, især i Indien og Mellemøsten.
I 2008 meddelte Emirates Sri Lankas regering, at de ikke vil forny sin ledelseskontrakt, som så udløb den 31. marts 2008. De hævdede, at Sri Lankas regering søgte større kontrol over dag-til-dag forretninger i flyselskabet, "hvilket ikke var acceptabelt for os".
Den stewardesse-uniform forblev uændret fra de dage i Air Lanka indtil februar 2010, hvor en ny uniform blev indført. Den første destination annoncerede for deres ekspansionsplaner var Shanghai i Kina, som begyndte den 1. juli 2010. Flyselskabet har indledt destinationer som Guangzhou den 28. januar 2011. Flyselskabet har også planer om at begynde at flyve til København, Ho Chi Minh City, Toronto og Melbourne i 2012.
Emirates solgte sin 43,63% af aktierne i flyselskabet til regeringen i Sri Lanka på en aftale, der blev færdiggjort i 2010, og dermed bringe en eventuel overbevisning de to selskaber havde med hinanden. SriLankan bliver en del af luftfartsalliancen Oneworld fra 2013.

## Flytyper

### Fly anskaffelsesplan for 2011-2015
SriLankan Airlines har til formål at øge sin flåde til 30 fly over de næste fire år og er i øjeblikket i forhandlinger med Airbus og Boeing, i forhold til en handel, der kan bestå af op til seks lange distancer fly. De har også lejet yderligere fire Airbus A320 fly, der ankom hhv. i april, maj, oktober og november 2011. Kapila Chandrasena sagde at luftfartsselskabet ønsker at tilføje "omkring ni widebodies" Airbus A330-300 og Boeing 777 til sin flåde til at erstatte sin Airbus A340-300, med leveringer begyndende i 2013 – 2014. Fem fly vil blive købt til Sri Lankas Airlines, 3 airbus og 2 DHC-6 i midten af næste år. Alle de gamle fly fra flyselskabet vil blive renoveret, så de passer til de moderne behov.
Flyflåden består af 21 fly med en gennemsnitsalder på 9.5 år. Heraf er seks eksemplarer af Airbus A330-200 og Airbus A340-300, syv af typen Airbus A320-200, samt to DHC-6-100 som benyttes af SriLankan AirTaxi.